# Hedera
Hedera, llamada comúnmente hiedra o yedra, es un género de la familia Araliaceae con quince especies de plantas perennes, leñosas y trepadoras.

## Descripción
Al nivel del suelo progresan extendiéndose, no superando los 5-20 cm de altura. Sin embargo cuando encuentran una superficie apta para trepar; árboles, rocas o estructuras realizadas por el hombre como vallas, paredes o enrejados pueden superar los 30 m de altura. Las hojas de las especies son de dos tipos: las juveniles, que se encuentran en los tallos trepadores son lobuladas y las adultas son enteras y cordadas, en los tallos florales que crecen a pleno sol, normalmente a más de 2 m del suelo situadas sobre las copas de árboles o rocas. Los brotes también difieren, los jóvenes son esbeltos y flexibles con pequeñas raíces aéreas para adherirse a las superficies; los adultos son más gruesos, se soportan por sí solos y no tienen raíces.
Las flores son pequeñas, de un color verdoso amarillento y se agrupan en inflorescencias terminales de entre tres y cinco centímetros de diámetro por umbela. Su néctar es una importante fuente de alimento tardío para abejas  y otros insectos.
La floración se produce a finales de verano y se extiende a lo largo de todo el otoño.
Produce pequeños frutos carnosos de unos 5 a 10 mm, verdinegros, púrpura oscuro o amarillos (raramente) en forma de baya, con una a cinco semillas que maduran de finales del invierno hasta mediados de la primavera. Aunque son venenosas para los seres humanos, estas bayas forman parte de la dieta de muchas aves, que tras comerlas dispersan las semillas, contribuyendo así a su expansión. 
Las hojas sirven de alimento a orugas de algunas especies de Lepidoptera como la Phlogophora meticulosa, la Noctua janthina, la Odontopera bidentata, la Euplexia lucipara, la Idaea seriata (solo come hiedra), la Ourapteryx sambucaria y la Peribatodes rhomboidaria.

## Distribución y hábitat
Son nativas de los archipiélagos de la Macaronesia, en el océano Atlántico al norte de África; del oeste, centro y sur de Europa, el noroeste de África, el centro sur de Asia y el este de Japón.

## Usos y cultivo

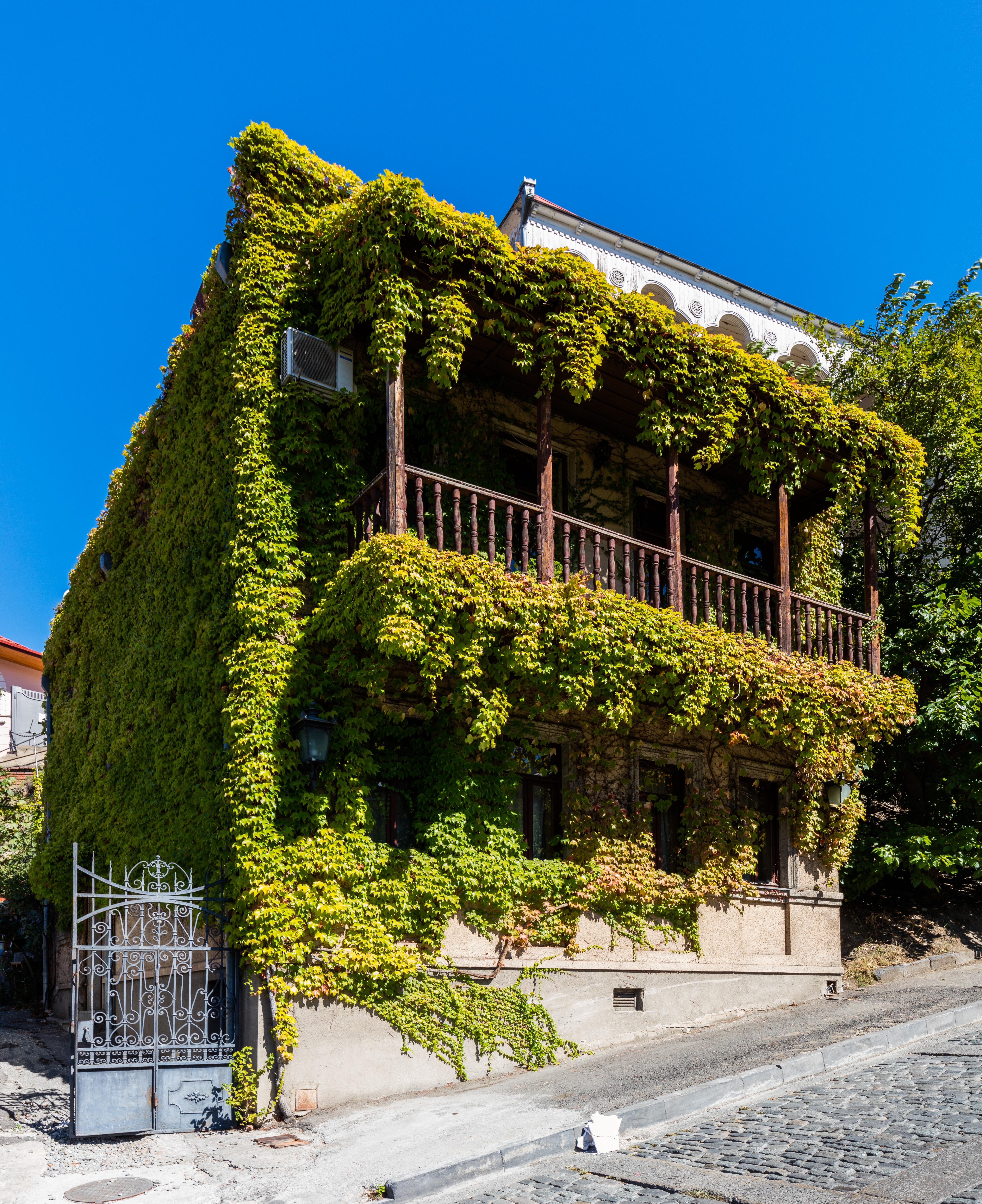
Edificio en Tiflis (Georgia) cubierto de hiedra.

Las hiedras son plantas de cultivo muy popular en sus hábitats originarios, tanto por su atractivo para la vida salvaje como por su follaje perenne, siendo particularmente valoradas para la cobertura de muros. Se han seleccionado muchos cultivares por su follaje abigarrado y/o formas de hoja inusuales.

## Problemas y peligros
En zonas de Norteamérica con inviernos relativamente suaves, algunas especies se consideran invasoras, y por ello su cultivo está desaconsejado en muchas zonas. En Australia se producen problemas similares, cuando su vigoroso crecimiento excede los límites de los jardines donde son cultivadas e invaden áreas silvestres. Parte de este problema es la falta de plagas naturales y enfermedades que controlen su vigor, como en sus áreas nativas.
Mucho se ha argumentado sobre si los árboles cubiertos de hiedra resultan dañados o no; en Europa el consenso es que no afecta significativamente al árbol. No obstante pueden competir por los nutrientes y el agua, y los árboles con una pesada y densa vegetación de hiedra pueden ser muy susceptibles a romperse a causa del viento.[cita requerida]
Similares cuestiones se suscitan acerca del daño que puedan producir en los muros o paredes. Se considera generalmente que el mortero de los muros es impenetrable a las raíces de la hiedra y no será dañado; en realidad se encuentra así protegido de la climatología, especialmente de la lluvia. Pero las paredes que padezcan una pérdida de mortero sí pueden ser dañadas, porque las raíces penetran en el mortero debilitado, pudiendo romperlo; en dichos casos, una subsecuente retirada de las hiedras puede ser dificultosa, y causar daño al muro. Los morteros modernos, realizados con cemento y poca cal son más resistentes que los antiguos, con solo arena y cal.[cita requerida]

## Simbología

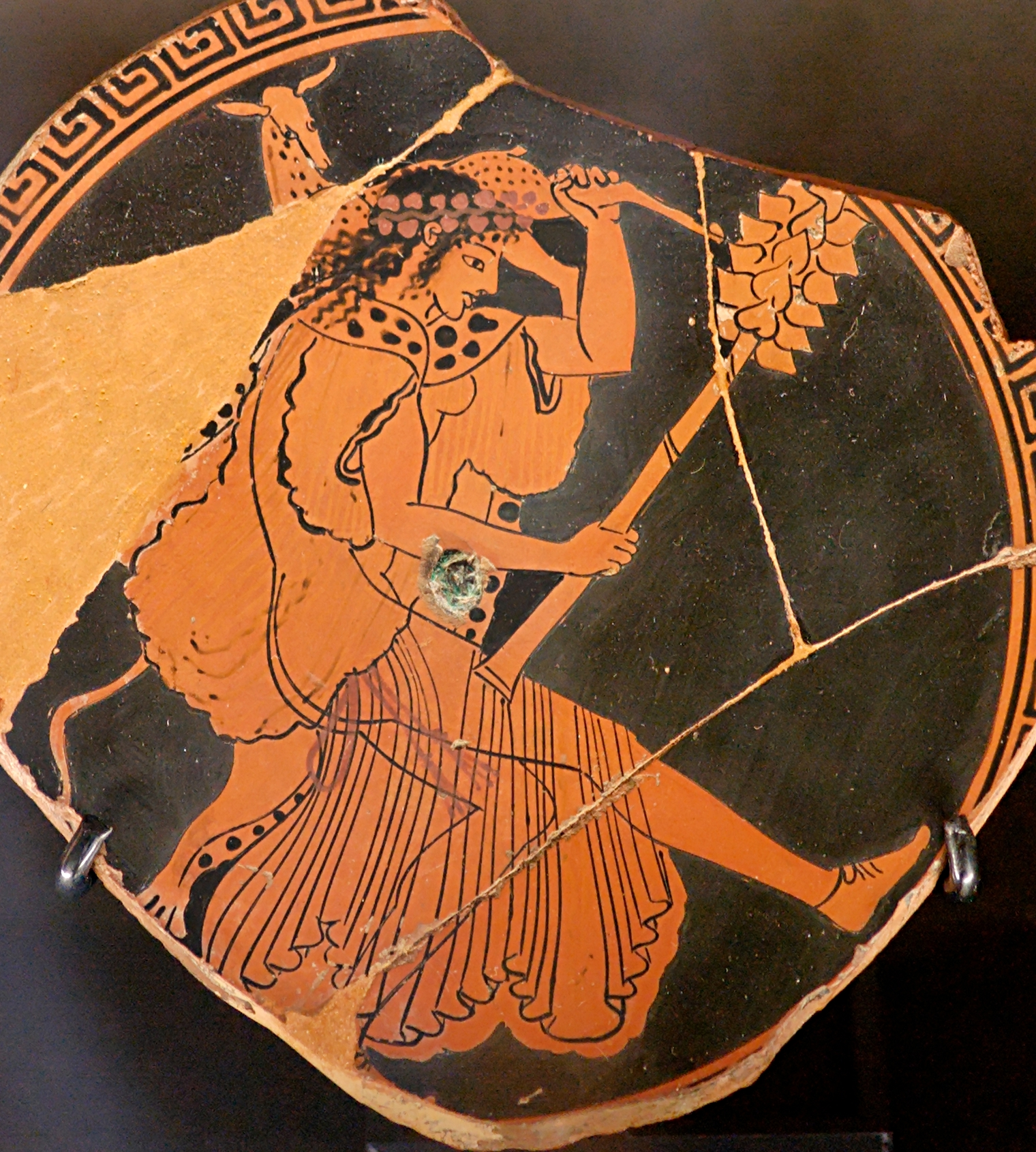
Escena en una vasija de una ménade sosteniendo un tirso forrado con hojas de hedera y vid. Atenas h. 480 a. C.

Ya desde antiguo, por ser una planta de hoja perenne se la ha asociado con la inmortalidad. Se la puede encontrar en diferentes decoraciones de vasijas cerámicas de la Antigua Grecia. Estaba asociada también a Dioniso, pues se la atribuía la curación de la embriaguez si se la llevaba como guirnalda.[cita requerida]
Se consagraba al dios Atis, el amante de Cibeles, representando el ciclo continuo de vida, muerte y renacimiento.
Por ser al mismo tiempo una planta trepadora, y por la forma en que se entrelaza al crecer, también se la asociaba a una imagen de fidelidad.[cita requerida]
Por ser tóxico y provocar vómitos el jugo de hedera (por contener hederina, una lactona sesquiterpénica) si no se trata, en ocasiones, y dependiendo del contexto, podía llegar a tener una simbología demoníaca.[cita requerida]
En cristología, la hiedra es asimilada a la cruz.[cita requerida]
En Italia, la hiedra es el símbolo del Partido Republicano Italiano.[cita requerida]

## Taxonomía
El género fue descrito por Carlos Linneo y publicado en Species Plantarum 1: 202. 1753. La especie tipo es: Hedera helix
Etimología
Hedera: nombre genérico dado a la hiedra.

## Algunas especies

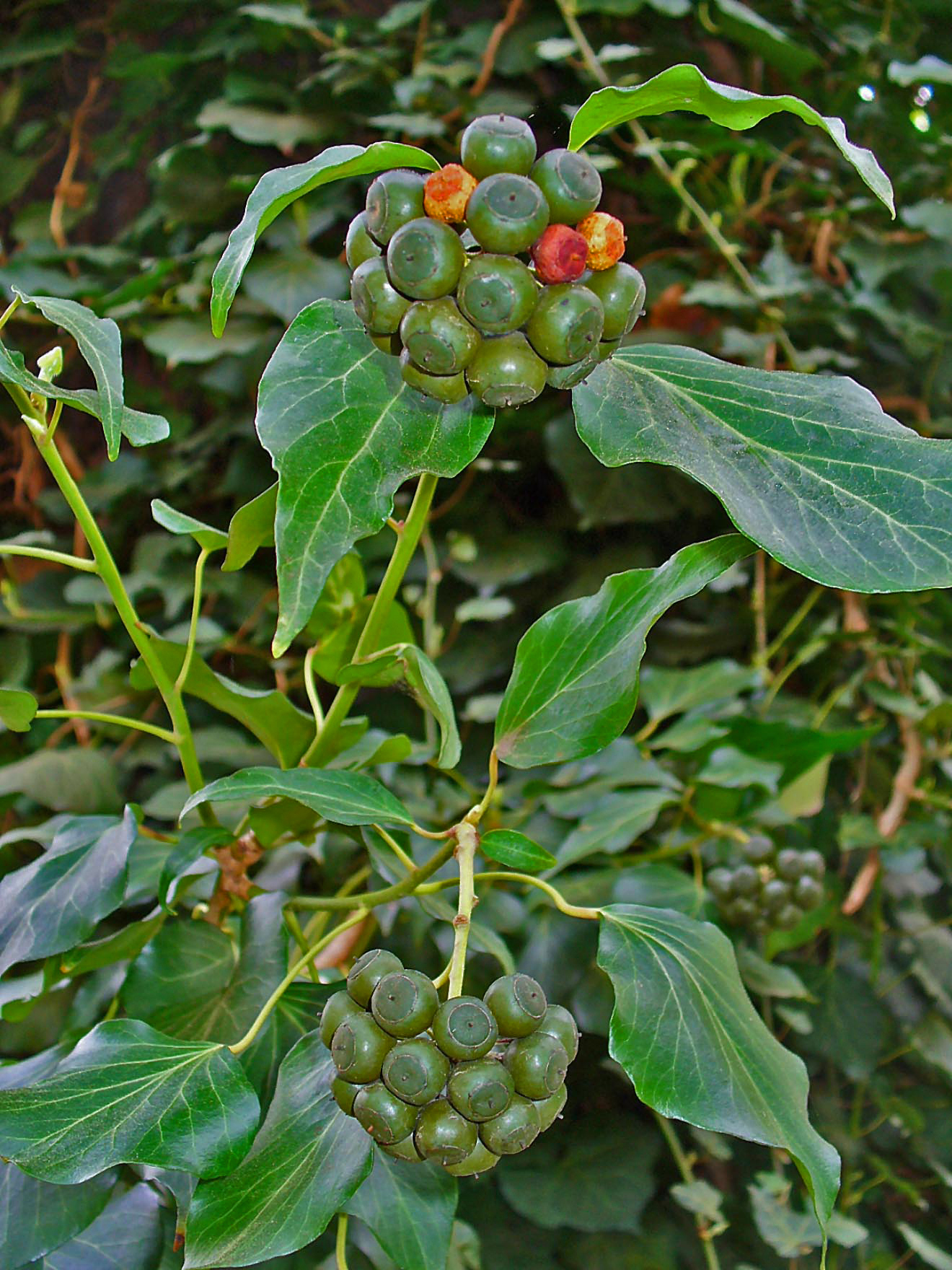
Hojas y frutos de Hedera helix
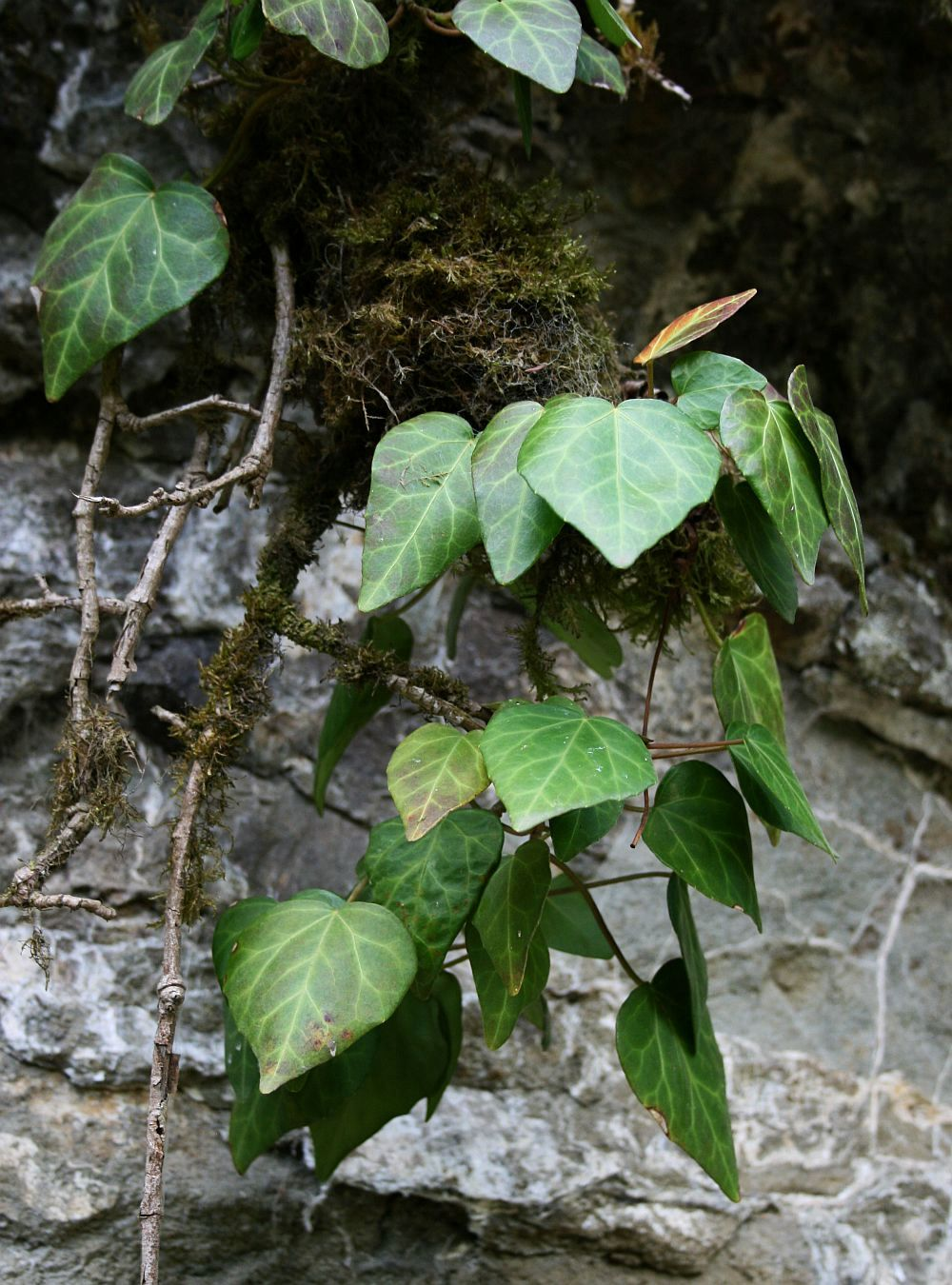
Hedera colchica
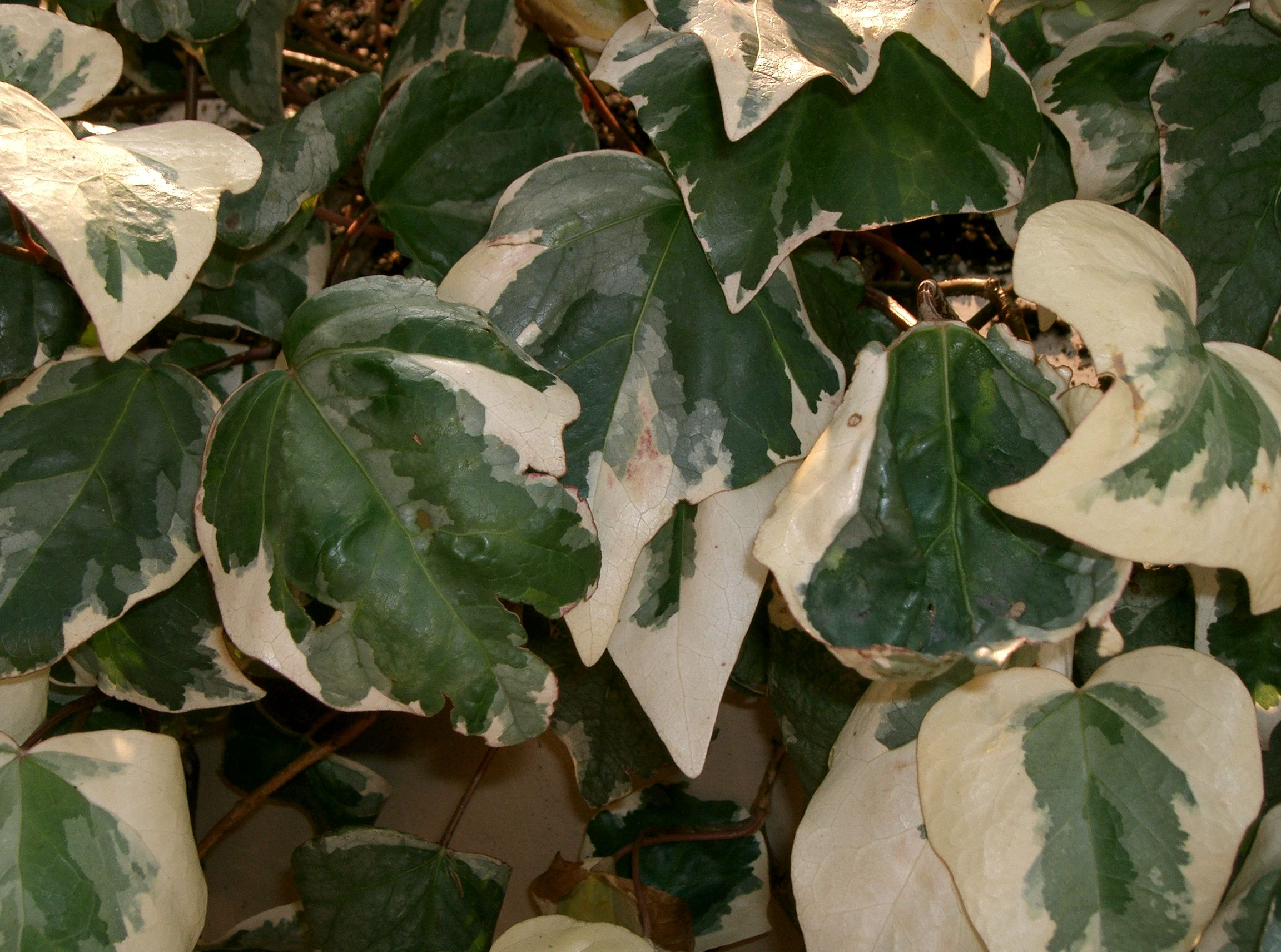
Hedera canariensis cv 'variegata'
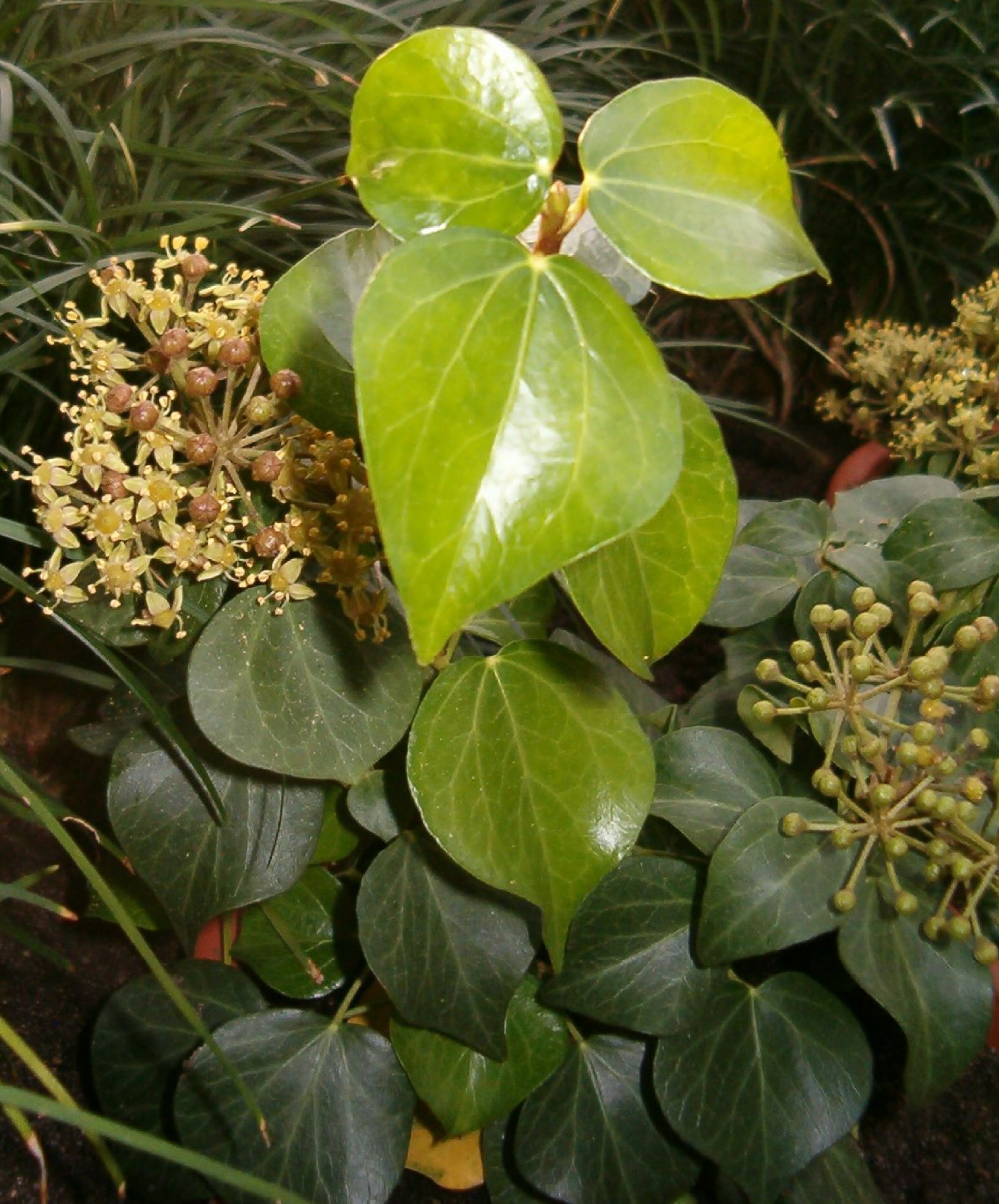
Hojas y flores de Hedera rhombea